# Vulcănești
Vulcăneşti (ryska: Вулканешты) är en ort i Moldavien.   Den ligger i distriktet Găgăuzia, i den södra delen av landet. Vulcăneşti ligger 31 meter över havet och antalet invånare är 14 352.
Terrängen runt Vulcăneşti är huvudsakligen platt. Trakten runt Vulcăneşti består till största delen av jordbruksmark.